# Inyangana
Inyangana is een geslacht van rechtvleugeligen uit de familie veldsprinkhanen (Acrididae). De wetenschappelijke naam van dit geslacht is voor het eerst geldig gepubliceerd in 1992 door Naskrecki.

## Soorten
Het geslacht Inyangana  is monotypisch en omvat slechts de volgende soort:
- Inyangana johnseni (Naskrecki, 1992)